# Sarcophaga bifrons
Sarcophaga bifrons är en tvåvingeart som beskrevs av Walker 1853. Sarcophaga bifrons ingår i släktet Sarcophaga och familjen köttflugor. Inga underarter finns listade i Catalogue of Life.